# ضريح صلاح الدين الأيوبي
ضريح صلاح الدين الأيوبي هو مكان دفن السلطان الأيوبي صلاح الدين في مدينة دمشق، عاصمة سوريا، والذي نقل إليه الجثمان عام (1195م - 592هـ) بعد أن كان مدفوناً في قلعة دمشق.

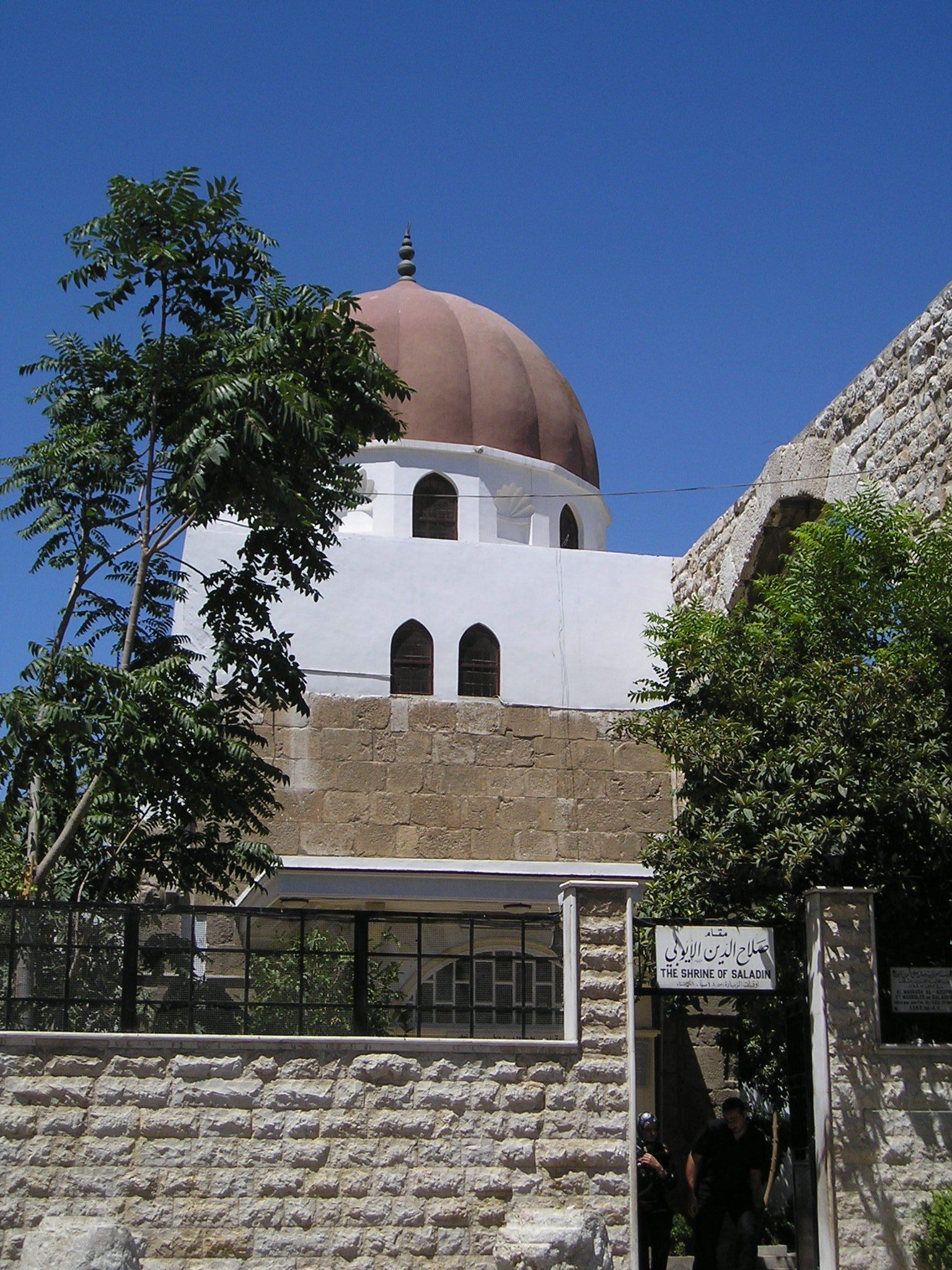
ضريح صلاح الدين في دمشق.

## الموقع
يقع ضريح صلاح الدين الأيوبي في المدرسة العزيزية بجوار الجدار اليساري من الجامع الأموي في حي الكلاسة، وهو عبارة عن بناء بسيط طابعه أيوبي تعلوه قبة محززة، يتوضع تحتها ضريح صلاح الدين الأيوبي مؤسس الدولة الأيوبية.

## تاريخ الضريح
تذكر الباحثة غفران الناشف، أن الأفضل بن صلاح الدين قام بشراء منزل أحد الصالحين في حي الكلاسة قرب الجامع الأموي وبنى فيه قبة لتكون مدفناً لوالده صلاح الدين الذي توفي سنة 589هـ ودُفن بقلعة دمشق أولا ثم نُقل رفاته إلى تربته المذكورة وذلك في سنة 592هـ. وعندما دخل الملك العزيز عثمان بن صلاح الدين دمشق سنة 593هـ أمر ببناء المدرسة العزيزية إلى الشرق من القبة واتصلت بذلك المدرسة بقبة صلاح الدين حتى صارت وكأنها تابعة للمدرسة. وفي سنة 1137هـ كُسيت جدران التربة بالقاشاني الأزرق. وقد تعرّض قسم من هذه المدرسة للخراب، وفي أوائل القرن العشرين أمر والي دمشق التركي (ضياء باشا) بجعل المدرسة المهدمة حديقة وضمها إلى مدفن صلاح الدين. والخلاصة أن الأفضل بنى التربة سنة 592هـ والعزيز بنى المدرسة سنة 593هـ ولم يبقَ من المدرسة اليوم إلا المحراب وقوس المدخل الشرقي الذي أصبح حديقة التربة.

## الوصف
صنع الضريح من خشب الجوز المنقوش بزخارف وكتابات أيوبية أصيلة، أما جدرانه فقد كُسيت بالقيشاني الأزرق في العصر العثماني.

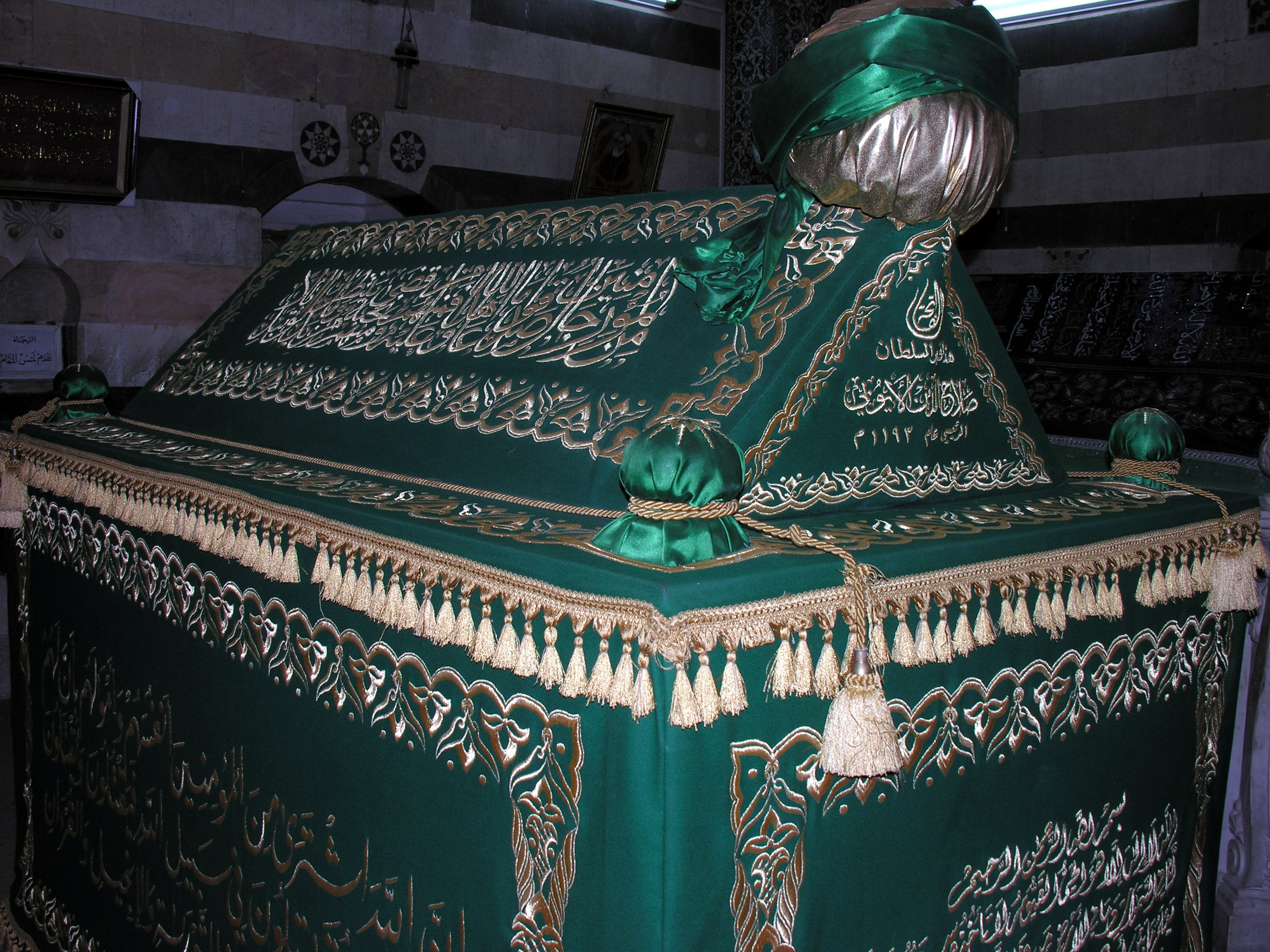
قبر صلاح الدين.

بجوار الضريح الخشبي يتوضع ضريح فارغ من الرخام قدّمه إمبراطور ألمانيا غليوم الثاني أثناء زيارته لـدمشق عام 1898م في عهد السلطان العثماني عبد الحميد الثاني، وتشكّل الألواح القيشاني في ضريح صلاح الدين الأيوبي أكبر لوحة مقوّسة ومكتملة في دمشق كلها، قاعدتها 475 سم وارتفاعها 238 سم، وهي مؤلفة من مجموعة من البلاطات المنوعة، وطابعها دمشقي، وأشكالها الزخرفية نباتية.
وفي أسفل اللوحة الكبيرة لوح يعلو النافذة وهو سجادة عرضانية مؤلفة من بلاطات ذات زخارف هندسية، واللوحة مؤطرة بشريط من الأزهار المكررة، ويبلغ أبعاد هذه اللوحة 65 سم * 80 سم. يتوضع البناء ضمن ساحة جميلة تم ترميمها والعناية بها في عقد 2000، وتم تنفيذ نُصب تذكاري لصلاح الدين من تصميم وتنفيذ الدكتور عبد الله السيد قرب الباب الرئيسي لقلعة دمشق.

## الفسحة السماوية
تضم حديقة الضريح (الساحة الخارجية) وهي حديقة مبلّطة فيها بحيرة وأشجار مثمرة خمسة قبور، الأول قبر الدكتور عبد الرحمن الشهبندر المناضل السوري الذي اُغتيل بيد عملاء الاحتلال في السادس من تموز 1940م، والثاني ياسين الهاشمي الذي تولّى رئاسة الوزارة العراقية مرتين، وجاء إلى دمشق بعد انقلاب الإنكليز عليه وتوفي في دمشق في السابع والعشرين من كانون الثاني 1937م.
والثلاثة قبور الأخرى تدل الشواهد على أنهم من الطيارين العثمانيين، الذين تحطّمت بهم طائراتهم فوق الأراضي السورية، ويزور السياح والمسؤولون الأتراك هذه القبور حين يزورون دمشق. 

### الطيارون الثلاثة

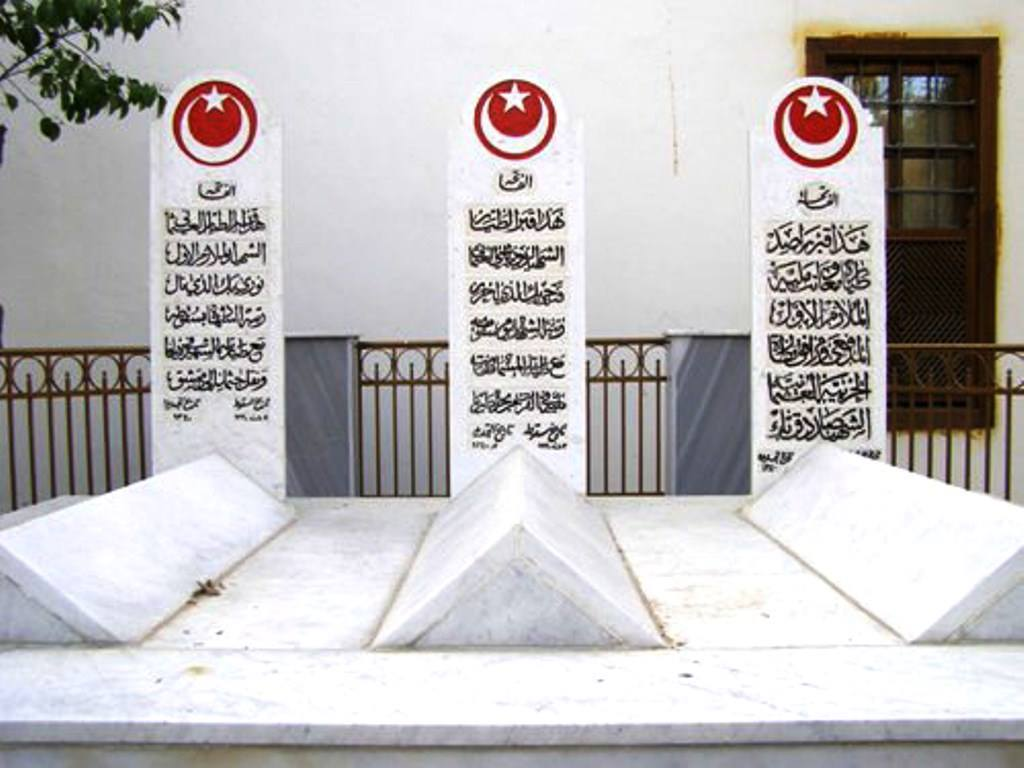
مدفن الطيارين العثمانيين جانب ضريح صلاح الدين الأيوبي

هم من أوائل الطيارين الذين هبطوا في «دمشق» في كانون الثاني 1914م، وهم: «صادق بك»، و«فتحي بك» اللذان كانا من المفترض أن يكملا رحلتهما إلى «فلسطين» فـ«القاهرة»، لكن الطائرة سقطت قرب «طبريا» وتقرر نقل جثمانيهما إلى «إسطنبول» وبعد وصولهما إلى «دمشق» فضل أهلها دفن رواد الطيران في أرضهم، والقبر الثالث لـ«نوري بك» الذي سقطت طائرته في «يافا» ونقل جثمانه إلى «دمشق» ودفن إلى جانب زميليه.

## غورو
- ومن الغرائب ما فعله الجنرال «هنري غورو» حين دخل إلى دمشق، فقد توجّه نحو ضريح صلاح الدين الأيوبي بطل معركة (حطين) التي وضعت النهاية الحقيقية للحروب الصليبية وقال: «يا صلاح الدين أنت قلت لنا إبّان حروبك الصليبية: أنكم خرجتم من الشرق ولن تعودوا إليه. وها نحن عدنا فانهض لترانا في سوريا».[4]

## معرض صور

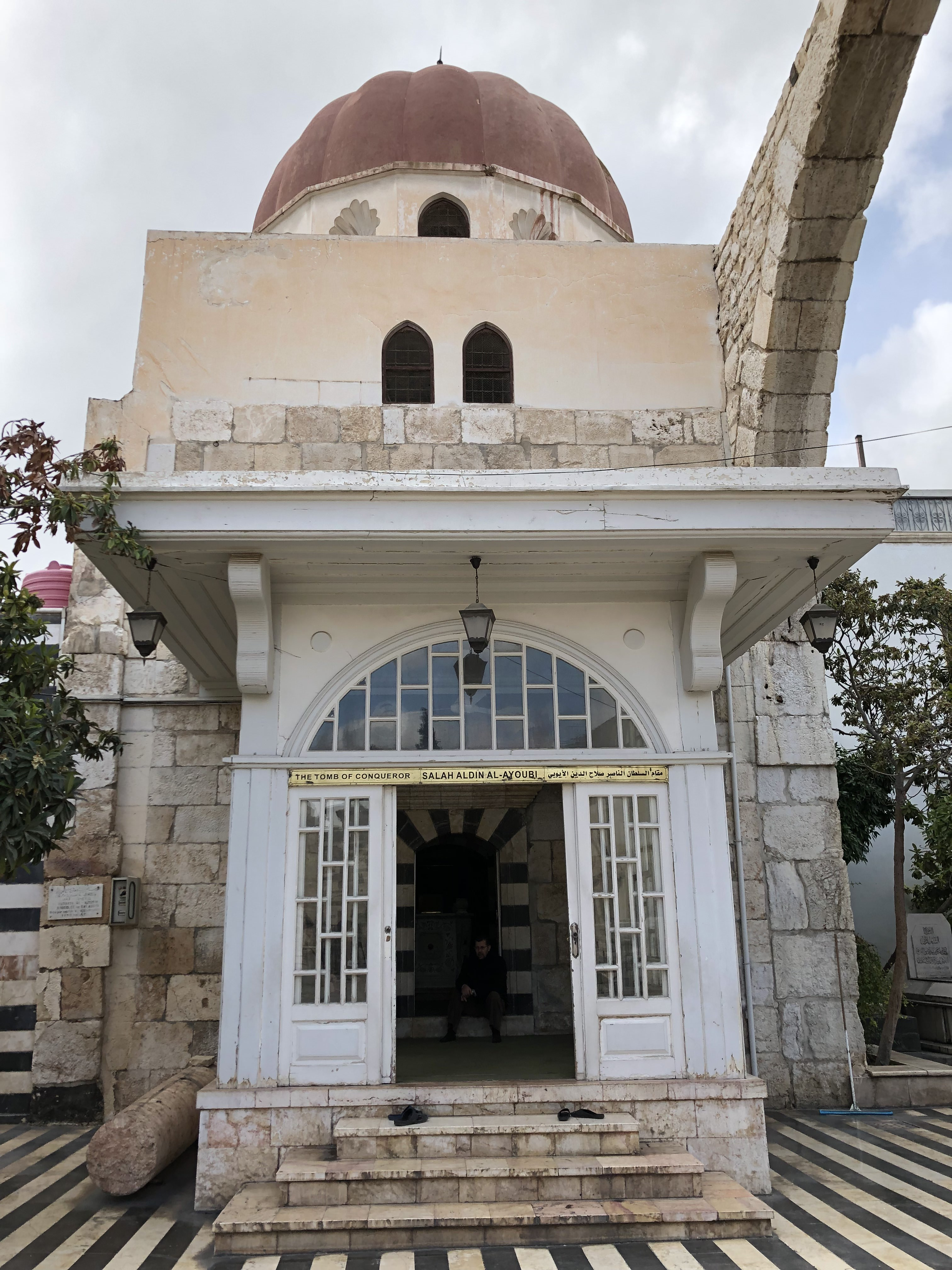
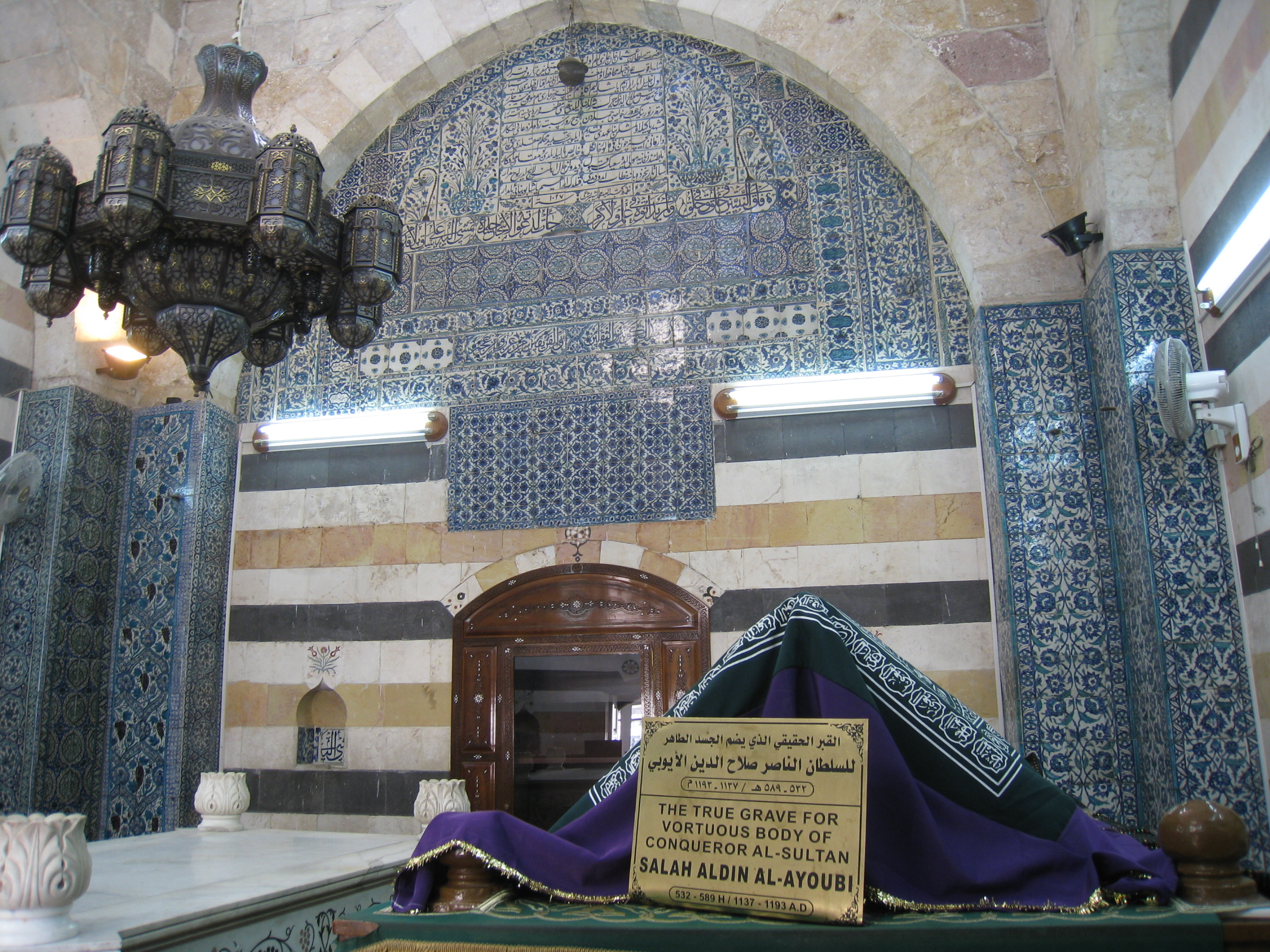
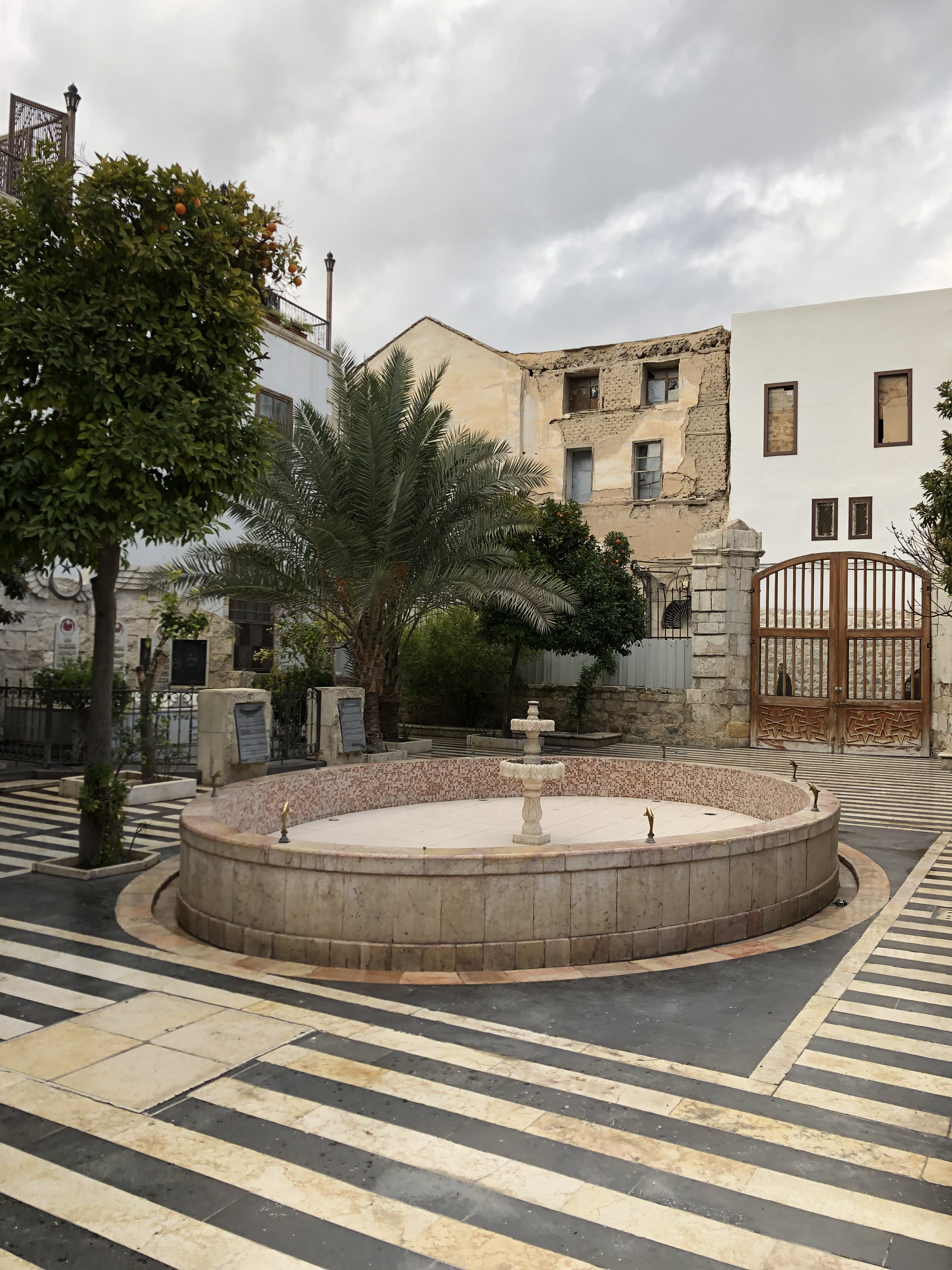
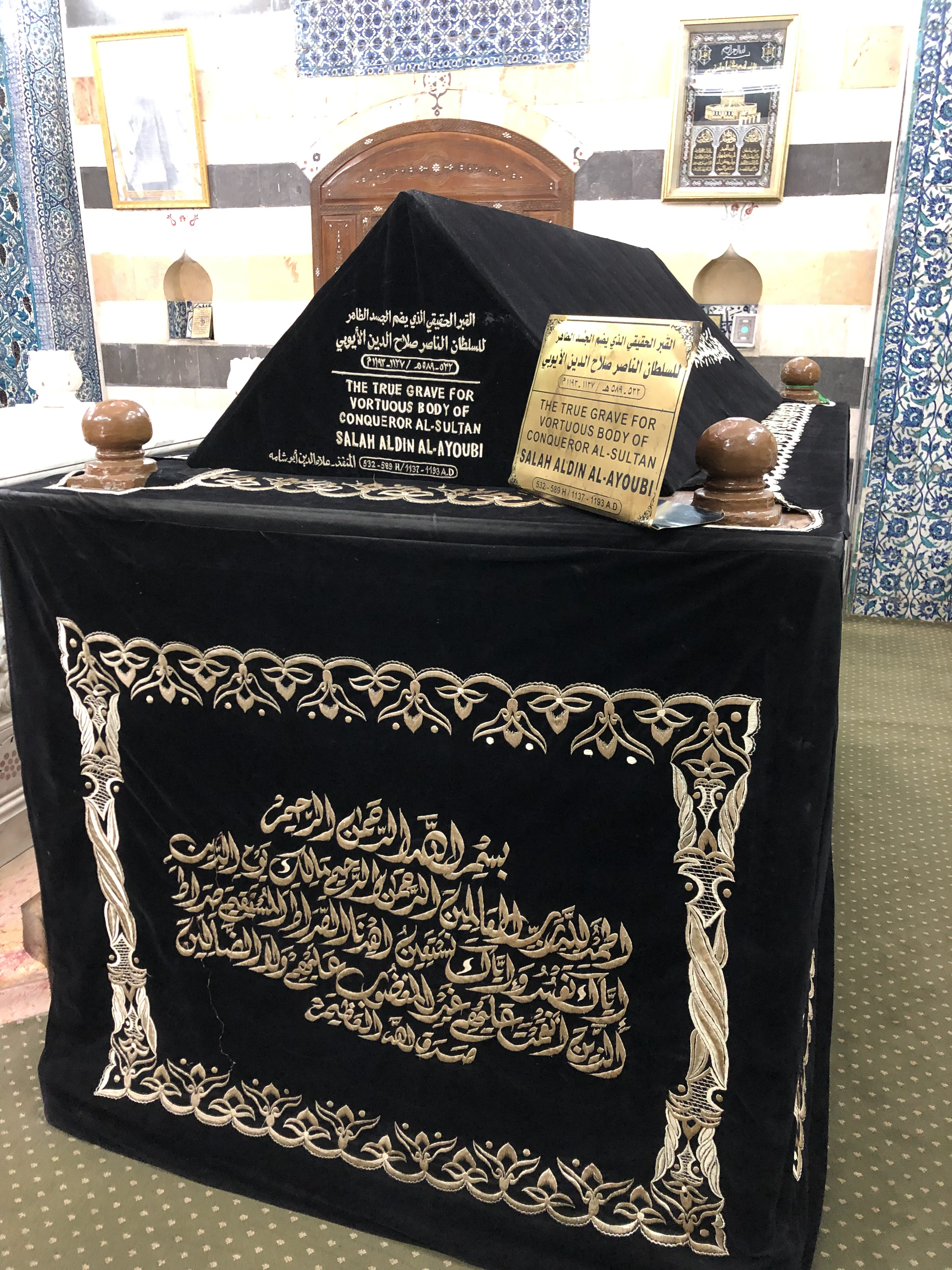
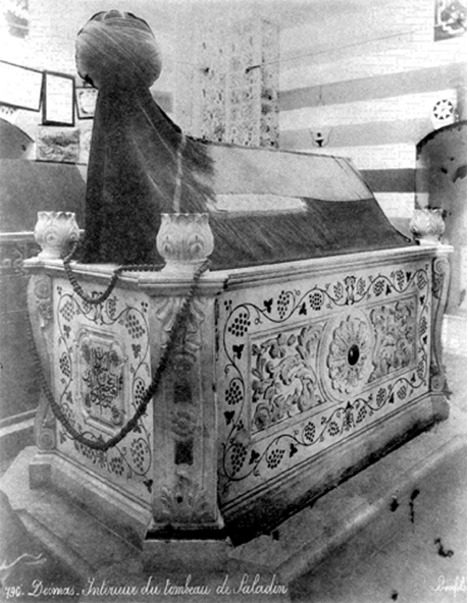

- 1=مدفن صلاح الدين الأيوبي في منطقة الكلاسة

## وصلات خارجية
- أماكن ثلاثية الأبعاد: جولة افتراضية ثلاثية الأبعاد في قبر صلاح الدين الأيوبي.